# Ghiliceni, Telenești
Ghiliceni este satul de reședință al comunei cu același nume  din raionul Telenești, Republica Moldova.
La sud-vest de sat este amplasată rezervația naturală silvică Ghiliceni.

## Personalități

### Născuți în Ghiliceni
- Isaac Andronic (n. 1964), episcop ucrainean din cadrul Bisericii Ortodoxe Ucrainene (Patriarhia Moscovei)